# آدام موری
آدام موری (انگلیسی: Adam Murray؛ زادهٔ ۳۰ سپتامبر ۱۹۸۱) بازیکن فوتبال اهل بریتانیا است.
از باشگاه‌هایی که در آن بازی کرده‌است می‌توان به باشگاه فوتبال دربی کانتی، باشگاه فوتبال منزفیلد تاون، باشگاه فوتبال برتون آلبیون، باشگاه فوتبال مکلسفیلد تاون، باشگاه فوتبال لوتون تاون، باشگاه فوتبال تورکی یونایتد، باشگاه فوتبال آکسفورد یونایتد، باشگاه فوتبال کارلایل یونایتد، باشگاه فوتبال کیدرمینستر هاریرس، و باشگاه فوتبال نوتس کانتی اشاره کرد.
وی همچنین در تیم ملی فوتبال زیر ۲۰ سال انگلستان بازی کرده‌است.